# Myself
Myself (рус. Сам) — восьмой студийный альбом русской рок-группы «Кукрыниксы», выпущенный в 2012 году.

## Об альбоме
«Myself» является второй частью дилогии «Вечное сияние чистого разума».

 Первая часть — «Всадники Света», вторая часть — Myself. Это так называемое деление человека на две части — внутренний и внешний мир. Внешний мир отражен во «Всадниках света», внутренний — в работе Myself. Названия говорят сами за себя. Вся «соль» заключается в понятии организации человека: что это такое, кто это такой, как он живёт, этот человек.— Алексей Горшенёв

## Список композиций
Все тексты написаны Алексеем Горшенёвым, вся музыка написана Алексеем Горшенёвым, кроме отмеченных.
| №   | Название               | Музыка        | Длительность |
| --- | ---------------------- | ------------- | ------------ |
| 1.  | «SOS»                  |               | 3:49         |
| 2.  | «Полжизни»             |               | 4:07         |
| 3.  | «Колокола»             |               | 3:16         |
| 4.  | «Хрустальный Мир»      | Дмитрий Гусев | 4:15         |
| 5.  | «Страхи»               | Дмитрий Гусев | 3:31         |
| 6.  | «Как твои дела?»       |               | 3:54         |
| 7.  | «Я Объявляю Войну»     |               | 3:39         |
| 8.  | «Здесь и Сейчас»       |               | 4:15         |
| 9.  | «Жизнь Бывает Разная!» |               | 3:13         |
| 10. | «Режиссёр»             | Дмитрий Гусев | 2:37         |
| 11. | «Мечта»                |               | 3:42         |

## Участники записи
- Алексей Горшенёв — вокал, музыка, тексты, аранжировки.
- Дмитрий Гусев — гитара, клавишные, музыка.
- Игорь Воронов — гитара.
- Дмитрий Оганян — бас-гитара, бэк-вокал.
- Михаил Фомин — ударные.
- Александр Захаров, Евгений Фараджов — звукорежиссёры, сведение.

Запись производилась на «Студии звука» в 2012 году.